# Auburn (Texas)
Pour les articles homonymes, voir Auburn.
Auburn est une ville fantôme située dans le Comté d'Ellis, au Texas, aux États-Unis. Initialement nommé Autumn en référence à la saison durant laquelle la ville fut créée, ce Secteur non constitué en municipalité fut fondé au début des années 1850. Un bureau de poste y fut établi sous le nom d'Auburn en 1877 et resta opérationnel jusqu'en 1906,. En 1890 la population était de 290 habitants. En 1904 elle n'était plus que de 136 et en 1968 de 12. La ville est maintenant abandonnée et il n'en reste que le cimetière dont l'emplacement est indiqué par un marqueur historique.